# Dendrocalamus somdevae
Dendrocalamus somdevae là một loài thực vật có hoa trong họ Hòa thảo. Loài này được H.B.Naithani mô tả khoa học đầu tiên năm 1993.